# Bobby Parker
Pour les articles homonymes, voir Parker.
Robert Lee Parker, dit Bobby Parker, né le 31 août 1937 à Lafayette, Louisiane, et mort le 31 octobre 2013 à Bowie, Maryland, est un guitariste et chanteur américain de blues.

## Biographie

### Jeunesse et début de carrière
Bobby Parker naît à Lafayette en Louisiane. Il grandit à Los Angeles. Après avoir assisté à de nombreux concerts au Million Dollar Theater, il décide de faire carrière dans l'industrie du spectacle. Il se fait connaître en participant à des concours de jeunes talents.
Dès l'âge de seize ans, il accompagne le groupe de doo-wop Otis Williams and the Charms (en) en tournée. Parker joue dans la formation de Bo Diddley durant deux ans et apparaît à ses côtés lors de son passage dans l'émission The Ed Sullivan Show en 1955,. Il intègre ensuite celle du chanteur et saxophoniste Paul Williams, qui sert également de groupe de scène à des artistes comme Jackie Wilson, Sam Cooke, ou encore The Isley Brothers.

### Carrière solo
Le musicien est signé par Vee-Jay Records en 1957. Le label édite notamment le single Blues Get Off My Shoulder. Lorsque sa face B, You Got What It Takes, est reprise par Marv Johnson (en), elle est créditée à Berry Gordy et Billy Davis (en). Le guitariste affirme en être l'auteur et l'avoir jouée chez Berry Gordy, ce que dément le producteur.
En 1961, Bobby Parker s'installe à Washington et se produit régulièrement dans les clubs de la ville. Il rentre en studio avec Mitch Corday, producteur et membre des Chartbusters (en), sans qu'aucun disque ne voit le jour. Parker enregistre Watch Your Step en 1961 pour le label V-Tone. Le titre figure dans les charts britanniques et dans le hit-parade rhythm and blues américain. V-Tone fait faillite en 1968. La même année, l'assassinat du pasteur Martin Luther King, figure du mouvement afro-américain des droits civiques, provoque une vague d'émeutes dans de nombreuses villes des États-Unis, dont Washington D.C. (en). Le climat social ayant entraîné la fermeture des clubs, Parker est engagé par le Tip Top, une boîte de nuit située dans la ville voisine de Bladensburg. Il est remarqué par un promoteur de concerts, qui lui permet d'entreprendre une tournée au Royaume-Uni en 1969.
Le label britannique Blue Horizon édite le single It's Hard but It's Fair / I Couldn't Quit My Baby enregistré durant son séjour en Europe. Parker joue devant des guitaristes britanniques comme Eric Clapton et Jimmy Page. Il manque l'occasion d'enregistrer pour Swan Song Records, le label mis sur pied par les musiciens de Led Zeppelin. Il ne profite pas non plus du revival blues de la fin des années 1970. Sans contrat discographique et ne touchant pas de royalties, il abandonne provisoirement la musique durant la décennie suivante et survit en effectuant des petits boulots,.
Bobby Parker effectue un retour durant les années 1990. Ses albums Bent Out of Shape et Shine Me Up sont édités par Black Top Records, un label de La Nouvelle-Orléans spécialisé dans le blues et le rhythm and blues,. Il tourne en compagnie de Carlos Santana et se produit au festival de jazz de Montreux en 2004. Le guitariste meurt à Bowie, Maryland, le 31 octobre 2013,.

## Style musical et influences
Durant sa jeunesse, Bobby Parker assiste à de nombreux concerts d'artistes de jazz comme Count Basie et Duke Ellington. Il est ensuite influencé par des guitaristes de blues comme T-Bone Walker and Pee Wee Crayton. Il pratique le blues et le rhythm and blues. En 1996, Carlos Santana déclare qu'en tant que musicien, Parker fait preuve de la même qualité qu'Albert King ou Albert Collins (« Bobby Parker is a musician of the same caliber as Albert King and Albert Collins »).
Le riff de guitare de son plus grand succès, Watch Your Step, dérive du morceau de jazz afro-cubain Manteca, écrit par Dizzy Gillespie et Chano Pozo. Les chansons Day Tripper et I Feel Fine des Beatles ont été inspirées par le titre de Parker. John Lennon aurait trouvé leur introduction en improvisant sur Watch Your Step, que les Beatles ont interprété sur scène,. Le motif de guitare est également utilisé par Led Zeppelin dans l'instrumental Moby Dick, enregistré en 1969. Watch Your Step a été repris par le guitariste Carlos Santana sur l'album Havana Moon, ainsi que par les groupes britanniques Dr Feelgood et The Spencer Davis Group.

## Filmographie
- 2004 : Blues à Montreux avec Buddy Guy, Carlos Santana, Clarence Gatemouth Brown